# Audincthun
Audincthun (Nederlands (verouderd) en Frans-Vlaams: Odingten) is een gemeente in het Franse departement Pas-de-Calais (regio Hauts-de-France). De gemeente telt 574 inwoners (1999) en maakt deel uit van het arrondissement Sint-Omaars.

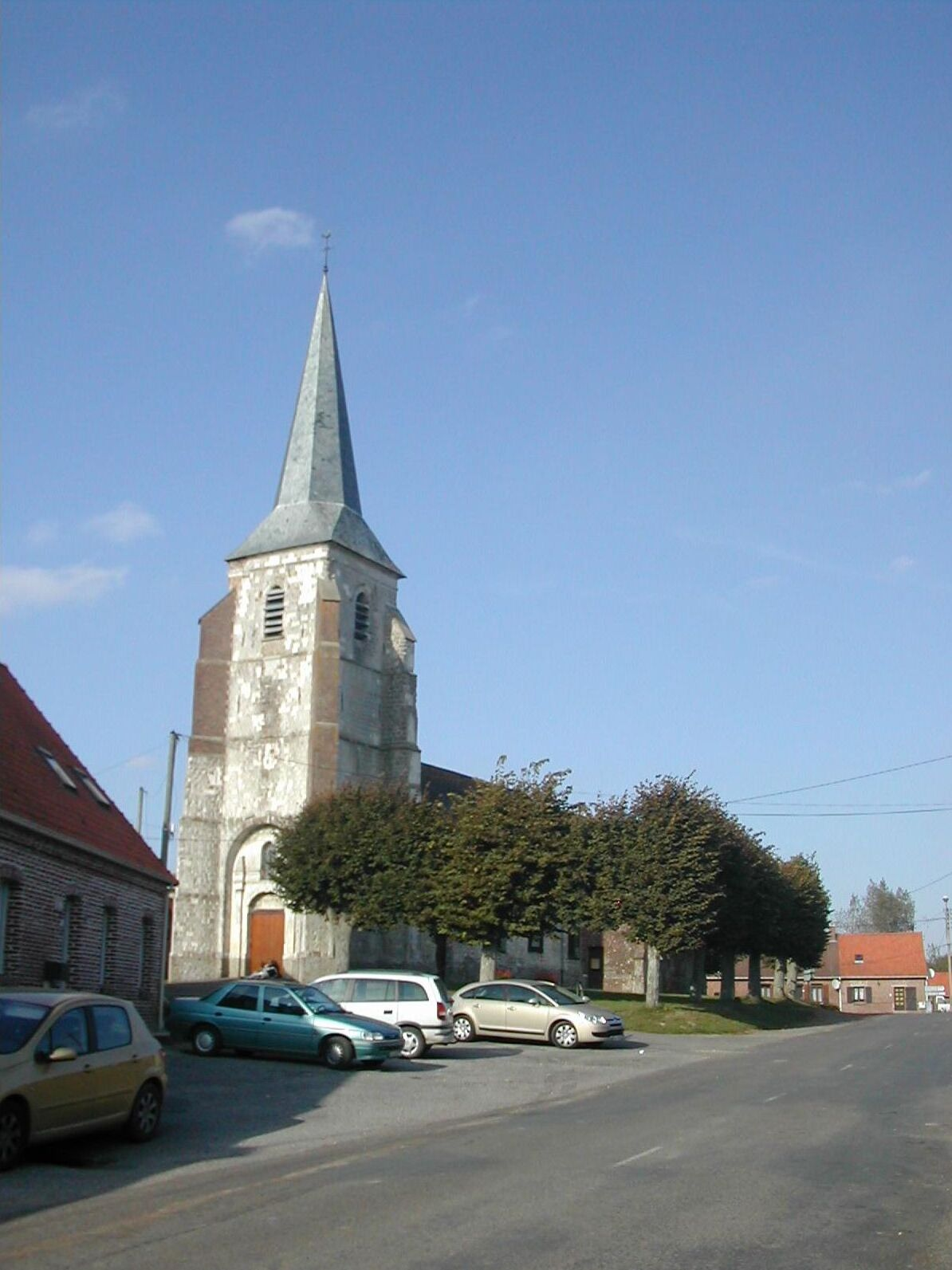
Église Saint-Nicolas

## Naam
De plaatsnaam heeft een Oudnederlandse herkomst. De oudste vermelding is uit het jaar 1139 als Odingetun. Het betreft een samenstelling, waarbij het eerste element een afleiding is van een persoonsnaam + het afstammingsuffix -ink +  -tuin (waarschijnlijk is de betekenis van tūn hier metonymisch gebruikt: 'omheind terrein, erf'). De betekenis van de plaatsnaam is dan: 'omheind terrein, erf van man X'. De huidige Franstalige plaatsnaam is hiervan een fonetische nabootsing.
De spelling van de naam van het dorp heeft door de eeuwen heen gevarieerd. Chronologisch heette het achtereenvolgens: Odingatun (1016), Obtinghetun (1119), Odingetun en Odigentia (1139), Ordingentun (1157), Odinctun (1193), Odinghetum (1207), Odinghetun (1268), Dodinguetun (1301), Audinghetin (XIV eeuw), Audhenthun (1474), Audenthun-lez-Fauquemberghe (1518), Audentun (1528), Audingthun (1559), Audhenthun-lez-Saint-Omer (1679), Audunthun (1720), Audunthun (1762), Audincthun (1793), Audincthum of Rosolle (XVIII eeuw), Audincthan vervolgens Audincthun (sinds 1801). Hierna kreeg en behield het zijn huidige naam en spellingswijze.
De naam van de plaats luidt in het Frans-Vlaams: Odingten.

## Geschiedenis
De kerk van Audincthun was een hulpkerk van de kerk van Wandonne.
Op het eind van het ancien régime werd Audincthun een gemeente. In 1822 werd buurgemeente Wandonne opgeheven en aangehecht bij Audincthun.

## Geografie
De oppervlakte van Audincthun bedraagt 15,2 km², de bevolkingsdichtheid is 37,8 inwoners per km². De gemeente ligt tussen de vallei van de Leie en de vallei van de Aa, op de noordwestelijke flanken van de Leievallei. In het zuiden van de gemeente ligt het dorp Wandonne.
De onderstaande kaart toont de ligging van Audincthun met de belangrijkste infrastructuur en aangrenzende gemeenten.

## Bezienswaardigheden
- De Église Saint-Nicolas
- Een pompstation uit 1943, opgetrokken door de Duitsers om een V1-lanceerinstallatie van zuiver water te voorzien, bleef bewaard na bombardementen uit 1944 en voorzag het dorp nog tot 1976 van water. Het werd in 2012 ingeschreven als monument historique.

## Demografie
Onderstaande figuur toont het verloop van het inwonertal (bron: INSEE-tellingen).